# Дубровский, Пётр Павлович
Пётр Па́влович Дубро́вский (14 (26) июня 1812 года — 29 октября (10 ноября) 1882 года) — российский филолог-русист, профессор польского языка, член-корреспондент РАН, адъюнкт по Отделению русского языка и словесности, академик.

## Биография
Образование получил в нежинском лицее князя Безбородка и Московском университете. Был учителем русского языка в Варшаве, потом профессором польского языка в Главном педагогическом институте и экстраординарным академиком по Второму отделению Академии наук. Дубровский начал писать в «Московском наблюдателе», «Литературной газете» и Biblioteka Warszawska (1841—1842, где печатались его обозрения всех славянских литератур). В 1841 году вышел отдельной книгой «Przegląd literatury Rossyjskiej z roku 1838, 1839, 1840» (Варшава, 1841). В том же 1841 году по возвращении из путешествия в западно-славянские земли Дубровский задумал издание журнала на русском и польском языках. «Денница» («Jutrzenka»), как назван был этот журнал, имела целью более близкое взаимное ознакомление славянских народов. Дубровский широко смотрел на славянскую идею и, как сам он выразился впоследствии, «не увлекался односторонними взглядами наших так называемых славянофилов». «Денница» Дубровского была первым опытом литературного сближения славян и благодаря участию весьма многих представителей западной славянской учёности с первой же тетради стала отголоском почти всех славянских народностей. Некоторые несогласия в воззрениях между Дубровским и польскими патриотами, малый успех «Денницы» в России, запрещение её в Галиции и постепенное истощение средств Дубровского скоро положили конец «Деннице», выходившей только в 1842 и 1843 годах. Дубровский продолжал работать в прежнем направлении, принимая участие в нескольких русских («Отечественные записки», «Москвитянин» и другие) и во многих западно-славянских журналах («Časopis Českého museum», «Kolo», «Подунавка», «Biblioteka Warszawska» и другие). Среди позднейших трудов Дубровского — «Полный словарь польского и русского языков» (Варшава, 1876—1878), который, хотя и страдал некоторыми недостатками, тем не менее в начале XX века считался лучшим по богатству собранного в нем материала, удачной передаче смысла слов и выражений и массе примеров.

## Сочинения
- «Словарь польско-русский административный и судебный» (Варшава, 1847);
- «Kurs praktyczny jezyka rossyjskiego» (Варшава, 1850);
- «Сравнение областных великорусских слов с словами польскими» («Известия Академии Наук», 1852);
- «Замечательные слова из древнейшего памятника польской письменности, Псалтыря королевы Маргариты» (там же);
- «Адам Мицкевич» (СПб., 1858);
- «Новые материалы для биографии Мицкевича» (ib., 1859);
- «Иоаким Лелевель и его ученая деятельность» (ib., 1859);
- «Воспоминание о Ганке» (ib., 1861);
- «Польская хрестоматия» (Варшава, 1872—1873), с польско-русским словарем, выдержавшая ряд изданий;
- «Полный словарь польского и русского языка» (Варшава, 1876—1878).